# Madagaskarblåduva
Madagaskarblåduva (Alectroenas madagascariensis) är en fågel i familjen duvor inom ordningen duvfåglar.

## Utseende och läte
Madagaskarblåduvan är en medelstor knubbig duva. Fjäderdräkten är mörkblå med rödbrun stjärt. I flykten verkar den kortstjärtad. Olikt nästan alla duvor är den i stort sett tystlåten.

## Utbredning och systematik
Arten är endemisk för Madagaskar, där den förekommer i fuktiga skogar på östra delen av ön. Den behandlas som monotypisk, det vill säga att den inte delas in i några underarter.

## Levnadssätt
Madagaskarblåduvan hittas i regnskog. Den ses oftast sittande tydligt i uppstickande träd, födosökande i fruktbärande träd eller i flykten i småflockar.

## Status och hot
Arten har ett stort utbredningsområde, men tros minska i antal, dock inte tillräckligt kraftigt för att den ska betraktas som hotad. Internationella naturvårdsunionen IUCN listar arten som livskraftig (LC).